# Datsun 110
La Datsun 110 è un'autovettura di piccole dimensioni costruita dalla casa automobilistica giapponese Datsun dal 1955 al 1957 come successore della serie Datsun DS.

## Storia

### La Datsun 110: 1955
Nel gennaio 1955 iniziò la produzione della 110, disponibile con carrozzeria berlina a cinque porte, trasformabile due porte e familiare cinque porte, con quest'ultima utilizzabile anche in versione ambulanza con l'obiettivo di far concorrenza alla Toyopet Crown, lanciata nello stesso periodo e anch'essa utilizzata per il medesimo scopo. 
Il modello era alimentato da un motore a quattro cilindri in linea con raffreddamento ad acqua da 860 cm³ di cilindrata ed erogante 25 CV di potenza. Questo propulsore venne sviluppato prima dello scoppio della seconda guerra mondiale. Il telaio venne prodotto nello stabilimento Nissan di Kantō su progetto Datsun, mentre il telaio del modello precedente veniva realizzato dalla Mitsubishi Heavy Industries, per la 110 la Datsun iniziò a costruire telai in proprio, strategia che continuò anche per i modello successivi. Il design della vettura, basato sui modelli coevi della Austin Motor Company, era molto moderno per l'epoca, soprattutto se comparato al suo predecessore. 
Il cruscotto aveva un quadro strumenti posizionato al centro della plancia. Era dotato di tachimetro, indicatore del carburante e della temperatura, e l'intera elettronica di bordo era costituita da una rete elettrica avente una tensione di 6 V. La calandra era costituita da due grandi strisce cromate orizzontali. Gli indicatori di direzione erano montati sulla calandra, mentre sulla parte posteriore erano presenti due luci posteriori ovali alte e strette poste ai lati del retrotreno.

### La Datsun 112: 1955-1956

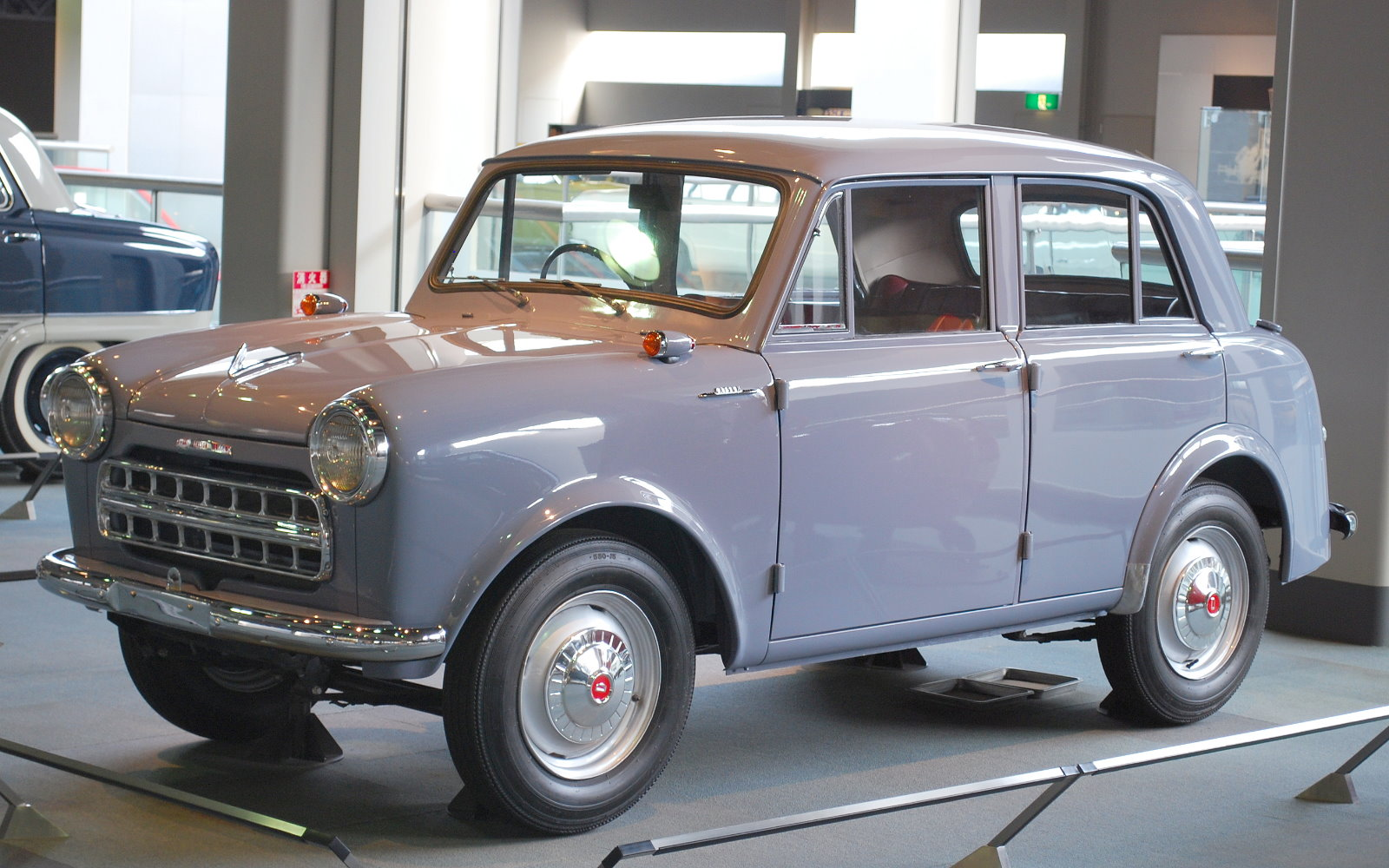
Datsun 112

Nel dicembre 1955 il modello fu aggiornato e venne deciso di cambiarne il nome nonostante le modifiche fossero molto limitate. Come nuovo nome del modello fu scelta la denominazione Datsun 112. Ora il quadro strumenti si trovava davanti al conducente, mentre le due luci posteriori erano rotonde. Gli indicatori di direzione anteriori furono spostati quasi direttamente davanti al parabrezza, mentre la calandra ora era divisa orizzontalmente da una grande barra con otto fessure rettangolari. La meccanica rimase completamente invariata. All'offerta delle carrozzerie fu aggiunta una versione familiare a due porte, mentre la trasformabile non fu più disponibile nel listino. La Datsun 112 vinse il Mainichi Industrial Design Award nel 1956 per il suo design innovativo, per la buona manovrabilità e per gli interni confortevoli.

### La Datsun 113: 1956-1957
Nel maggio 1956 il modello fu aggiornato nuovamente e venne deciso di cambiarne ancora il nome nonostante le modifiche fossero anche in questo caso molto limitate. Come nuovo nome del modello fu scelta la denominazione Datsun 113. L'unico cambiamento fu nel cambio. Sui modelli precedenti era utilizzato un cambio manuale a quattro marce realizzato su licenza Austin Motors e già montato sull'Austin A40 Somerset, mentre sulla 113 fu installato un nuovo cambio manuale sincronizzato a quattro velocità sviluppato dalla Datsun. Sui modelli venduti in Asia il cambio era al volante, e ciò rappresentava un grande vantaggio in quanto offriva la possibilità di installare un sedile anteriore a tre posti. Le modifiche effettuate rispetto alla 112 consentirono la diminuzione del peso del veicolo di 10 kg. Contemporaneamente fu introdotto un nuovo telaio con un tunnel cardanico più piccolo. 
Rimase disponibile fino a settembre 1957, quando definitivamente finì la produzione del modello. Dall'ottobre 1957 fu introdotta la Datsun 210, che era basata sulla 113, però, nella sostanza, il vero successore della 113 fu la Datsun 114, che era una versione più economica della 210.